# Cerastium alsinifolium
Cerastium alsinifolium är en nejlikväxtart som beskrevs av Ignaz Friedrich Tausch. Cerastium alsinifolium ingår i släktet arvar, och familjen nejlikväxter. Inga underarter finns listade i Catalogue of Life.